# Xã Coldwater, Quận Isabella, Michigan
Xã Coldwater (tiếng Anh: Coldwater Township) là một xã thuộc quận Isabella, tiểu bang Michigan, Hoa Kỳ. Năm 2010, dân số của xã này là 777 người.